# Emma Lehmer
Emma Lehmer (rus: Эмма Марковна Троцкая)  (Samara, 6 de novembre de 1906 - Berkeley, 7 de maig de 2007) va ser una matemàtica estatunidenca d'origen rus, coneguda pel seu treball en les lleis de la reciprocitat en la teoria de nombres algebraica. Es va centrar, més que en aspectes més abstractes de la teoria, en els camps dels nombres complexos i en els nombres enters.

## Biografia
Va néixer a Samara, en aquell moment a l'Imperi Rus. El treball del seu pare, representant d'una empresa russa productora de sucre va dur a tota la família a traslladar-se a Harbin, a Manxúria, l'any 1910. Emma va ser educada a casa seva fins als catorze, quan es va fundar una escola a la zona. Va aconseguir emigrar als Estats Units per rebre educació superior.
Als Estats Units va començar a estudiar enginyeria, l'any 1924, a la Universitat de Califòrnia, Berkeley, però posteriorment va trobar el seu nínxol en les matemàtiques. A la universitat va conèixer al també estudiant de matemàtiques Derrick Henry Lehmer, que era fill d'un dels seus professors, Derrick Norman Lehmer, i amb qui es va casar l'any 1928, poc després de graduar-se en matemàtiques. Tots dos van ingressar a la Universitat de Brown, on Emma va obtenir el màster l'any 1930.
Els Lehmers van tenir dos fills, Laura (1932) i Donald (1934). Entre els treballs d'Emma s'inclou una traducció del rus a l'anglès del llibre de Lev Pontryagin Grups topològics. A més, ella i Derrick H. Lehmer van col·laborar en moltes ocasions: 21 de les seves aproximadament 60 publicacions van ser fruit del seu treball conjunt. Les seves publicacions van tractar principalment de la teoria de nombres i de la computació, amb una especial èmfasi en les lleis de reciprocitat, els nombres primers especials i les congruències.
El matemàtic hongarès Paul Halmos, en el seu llibre I want to be a mathematician: An automathography (Vull ser un matemàtic: Una automategrafia), va escriure sobre la traducció de Lehmer del llibre de Pontryagin's Grups Topològics: "Llegeixo la traducció a l'anglès de la Sra. Lehmer (sovint anomenada Emma Lemma)...". Diverses publicacions van repetir la referència d'Halmos per recalcar la importància de la traducció de Lehmer.